# 穂積阿蘇神社
穂積阿蘇神社（ほづもりあそじんじゃ、ほづみあそじんじゃ）は、熊本県下益城郡美里町に鎮座する神社である。旧社格は郷社。

## 由緒
天慶年間（938年 - 947年）、阿蘇惟泰公が阿蘇神社の分霊を肥後国砥用郷長野村猿山（現・熊本県下益城郡美里町砥用）に勧請し、砥用郷の総鎮守としたのが起こりといわれている。小野穂積大名神社、長野大明神 とも称した。
天正年間（1573年 - 1592年）、小西行長の兵火により社殿及び旧記古文書等を焼失、衰退した。慶長年間（1596年 - 1615年）、緒方国徳が社殿を現在地に遷宮し再建したという。現在の社殿は、天明4年（1784年）に建立され、昭和になってから再修繕されたものである。

## 御祭神
- 健磐龍命以下阿蘇十二神

## 例祭日
- 10月19日

## 関連事項
- 阿蘇神社